# Имплантант дојке
Имплантант дојке је медицински уређај произведен да замени недостајућу биолошку структуру дојке, подржи оштећену биолошку структуру, или побољша излед дојке променом њене величине, облика и контуре.
У реконструктивној пластичној хирургији имплантанти се користе за обнављање  природног изгледа дојке након мастектомије, за исправљање урођених дефеката и деформација зида грудног коша или, у козметологији за повећање изгледа дојке операцијом повећања дојке.
Компликације које се могу јавити након уградње имплантанта укључују бол у дојкама, промене на кожи, инфекцију, пукнуће и скупљање течности око дојке.
Постоје четири врсте имплантаната дојке, које су дефинисане материјалом за њихово пуњење: физиолошки раствор, силиконски гел, структурирани и композитни филер. Физиолошки имплантант има еластомерну силиконску љуску напуњену, која се пуни стерилним физиолошким раствором током операције; силиконски имплантат има еластомерну силиконску шкољку напуњену вискозним силиконским гелом; структурирани имплантати користе угнежђене еластомерне силиконске љуске и два лумена испуњена физиолошким раствором; а имплантати алтернативног састава садрже различита пунњења, попут сојиног уља или полипропиленске жице.
У хируршкој пракси, за реконструкцију дојке, као уређај за ширење ткива користи се привремена протеза дојке која се формира и образује џеп за будући трајни имплантант дојке. 
За корекцију оштећења и деформација мушке дојке, прсни имплантат је протеза дојке која се користи за реконструкцију и естетску поправку грудног зида мушкарца.

## Распрострањеност и задовољство резултатима
Најчешће пацијенткиње на операцији су млада жена које су незадовољна својим изгледом, укључујући и припаднике ЛГБТ+ популације. Уградња имплантанта дојке једна је од најчешћих козметичких операција које се изводе код жена.  До 2012. године, процењено је да су имплантанти уграђени код 5–10 милиона пацијената.  Само у 2018. години у Сједињеним Америчким Државама обављено је 313.735 операција повећања груди, што је чини најчешћом козметичком операцијом. 
Студија објављена у часопису Националног друштва пластичних хирурга 2013. године интервјуисала је 225 жена које су имале имплантате најмање 1 месец, али не дуже од 5 година. Према тој студији, 98% жена које су имало имплантанте у грудима било је задовољно резултатима операције. Већина је била задовољна величином имплантанта, али 13% би волело веће груди, а 2% мање. Већина је приметила да су им се самопоштовање и квалитет живота побољшали. 

## Индикације и време приступања оперативном захвату
Поступак реконструкције дојке и уградње имплантанта дојке има три намене: 
- Примарна реконструкција дојке: замена ткива дојке оштећене траумом (тупа, продорна, експлозвна), болешћу (рак дојке) и неуспелим анатомским развојем (гомољаста деформација дојке). Ова реконструкција је данас широко прихваћена метода у лечењу рака дојке након модификованог радикала мастектомија, у које спада и метода уградње имплантанта.
- Ревизија и реконструкција дојке: да се ревидира (исправи) исход претходне операције реконструкције дојке.
- Примарно увећање дојке: за естетско повећање величине, облика и осећаја дојки.

Методе реконструкције и уградње имплантата следи прихватљив број компликација, али реконструкција дојке позитивно утиче квалитет живота болесница. Реконструкција дојке постављањем имплантана је једноставна операција која је индицкована и код средње ухрањених пацијентица са малим дојкама без птозе, са добром кожом и мускулатуром зида грудног коша.
Време приступања оперативном захвату реконструкције дојке након мастектомије и хирургији повећања дојке одређује се примењеним поступком, врстом резова, врстом имплантата дојке (врста и материјали) и прсним џепом имплантата.
Недавна истраживања су показала да мамографију не би требало радити са већом учесталошћу од оне која се користи у уобичајеном поступку код пацијената током операција дојке, укључујући уградњу имплантанта дојке, повећање дојке, мастопексију и смањење дојке.

## Врсте имплантаната
Данас постоје три врсте имплантата дојке који се обично користе за мамопластику, реконструкцију дојке и поступке повећања дојке:
- имплантанти са стерилним физиолошким раствором,
- силиконски имплантанти испуњени вискозним силиконским гелом,.
- структурирани имплантанти са уграђеним еластомерним силиконским шкољкама и два лумена испуњена физиолошким раствором,
- Особе са полипропиленским имлантантимакомпозитни имплантанти или алтернативни-композитни  имплантанти, који се углавном не користе, јер су имали пунила попут сојиног уља и полипропиленске жице.

Остали материјали који се више не производе укључују воловску хрскавицу, териленску вуну, млевену гуму, силастичну гуму и тефлон-силиконске протезе.

### Физиолошким раствором испуњени импламтанти
Физиолошким раствором испуњени импламтанти   (испуњен сланом водом биолошке концентрације 0,90% w/v NaCl, ca. 300 mOsm/L) - прва је произвела компанија Laboratoires Arion company из Француске и представила га за употребу као протетски медицински уређај 1964. године. 
Савремени модели физиолошког имплантата дојке производе се са дебљим, вулканизованим шкољкама на собној температуру (РТВ) направљеним од силиконског еластомера. Студија In vitro Deflation of Pre-filled Saline Breast Implants (2006) известила је да су према стопи дефлације (цурења) унапред напуњени физиолошки имплантата дојке учиниле другом изборном протезом за корективне операције дојке.  Без обзира на то, 1990-тих година, физиолошки раствор дојке био је најчешће коришћена протезе које  за операцију повећања дојке у Сједињеним Америчким Државама, због америчког ограничења  од стране ФДА примене силиконским средством пуњених имплантаната ван клиничких студија. Физиолошки имплантати уживају малу популарност у остатку света, и имају занемарљив тржишни удео.
Технички гледана примена физиолошког раствора је физички мање инвазивна хируршка техника, јер се кошуљица импламтанта постављања празна  кроз мањи хируршки рез на кожи дојке. У хируршкој пракси, након постављања празних имплантаната дојке у џепове начињене у дојци, пластични хирург затим сваки уређај пуни физиолошким раствором, а, будући да су потребни урези за уметање кратки и мали, резултујући ожиљци на резу биће све мањи и краћи него хируршки ожиљци уобичајени за дугачке резове потребне за уметање унапред напуњених имплантата силикон-гела.
У поређењу са резултатима постигнутим силиконским гелом, имплантнти дојке може дати прихватљиве резултате повећане дојке, глатке контуре хемисфере и реалне текстуре; ипак је вероватно да узрокује козметичке проблеме, попут мешања и набора коже омотача дојке, убрзано истезање доњег пола дојке и техничке проблеме, као што је присуство имплантанта уочљиво оку и додиру . Појава таквих козметичких проблема је вероватнија у случају жене са врло мало ткива дојке, и у случају жене којој је потребна реконструкција дојке након мастектомије; стога је имплантат силикон-гел технички врхунски протетски уређај за увећање дојке и за реконструкцију дојке. У случају жене са пуно ткива дојке, којој је препоручени под-мишићни хируршки приступ за уградњу имплантанта, слани имплантати могу донети естетски резултат сличан ономе који пружају силиконски имплантанти дојке, мада са већом палпабилношћу имплантата.

### Имплантанти са силиконским гелом
Ова технологија изнедрила је пет генерација силиконских имплантаната дојке, од којих је свака дефинисана уобичајеним техникама израде модела. 
Модерну протетску дојку измислили су 1961. године амерички пластични хирурзи Томас Кронин и Франк Геров, а произвела је Dow Corning Corporation који су прву мамопластику повећања дојке извршили 1962. године.

#### Прва генерација
Cronin–Gerow Implant, био је први модел протезе из 1963. године, у облику врећица од силиконске гуме, обликована попут сузне капљице, напуњена вискозним силиконским гелом. Да би се смањила ротација уграђеног имплантата дојке на зид грудног коша, протеза модела 1963 причвршћивана је на џеп имплантата копчом, направљеном од дацкрон материјала (полиетилен терефталат), која је била причвршћена за задњи део шкољке имплантанта дојке.
- Дојка након уградње имплантаната
- Субфасцијалне методе повећања груди.
- Субфасцијалне методе повећања груди.
- Груди након субгландуларног повећања
- Ова илустрација приказује типичну локацију АЛЦЛ-а који је дијагностикован код пацијената са грудним имплантатима.
- Постављање имплантаната у грудима

## Дојење и квалитет мајчиног млека
1. Зид грудног коша
2. Грудни мишић
3. Млечне жлезде
4. Брадавица
5. Ареола
6. Млечни канали
7. Масно ткиво
8. Кожа

Присуство дојних имплантаната тренутно не представља контраиндикацију за дојење, а УСФДА не прихвата доказе који би поткрепили да метода може представљати здравственеи проблем за  дојенчад која доје.
Жене са грудним имплантатима могу имати функционалне потешкоће са дојењем, посебно након  мамопластике са периареоларним резовима који могу да изазву потешкоће са дојењем. Операција такође може оштетити млечне канале и живце у подручју брадавице-ареоле.

Функционалне потешкоће са дојењем настају ако је хирург пресекао млечне канале или главне живце који инервишу дојку или ако су млечне жлезде оштећене на други начин. Оштећење млечног канала и нерва је чешће ако  јер рез захватио ткиво у близини брадавице. 
Млечне жлезде ће највероватније бити пугрожене субгландуларним имплантатима (испод жлезде) и великим грудним имплантатима, који притискају млечне канале и ометају проток млека. 
Имплантанти дојке мале величине и субмускуларна имплантација узрокују мање проблема са функцијом дојке; међутим, немогуће је предвидети да ли ће жена која се подвргава повећању дојке моћи успешно дојити, јер неке жене могу дојити након периареоларних резова и субгландуларног позииције имплантанта, а неке нису у могућности да доје након повећања груди уз помоћу субмускуларних и других врста хируршки резова.
Тренутно није познато да ли мала количина силикона може проћи из силиконске љуске имплантатнта дојке у мајчино млеко током дојења. Иако тренутно не постоје утврђене методе за прецизно откривање нивоа силикона у мајчином млеку, студија којом се мере нивои силицијума (једна компонента у силикону) не указује на веће нивое силикона у мајчиног млеку код жена са силиконским гелом испуњеним имплантатима у поређењу са женама без имплантата.
Поред тога, изражена је забринутост у вези са потенцијалним штетним ефектима на децу рођену од мајки са имплантатима. Две студије на људима нису откриле повећан ризик од урођених оштећења код деце рођене од мајки које су оперисане дојке. Иако је у трећој студији пријављена ниска порођајна тежина.

## Компликације
Листа локалних компликација и штетних исхода који се у било ком тренутку јављају код најмање 1% пацијената са имплантатима дојке.
| Компликација                  | Опис компликација |
| ----------------------------- | --- |
| Асиметрија                    | Груди су неуједначеног изгледа, у погледу величине, облика или нивоа дојке. |
| Бол у дојкама                 | Бол у брадавици или пределу дојке |
| Атрофија ткива дојке          | Карактерише се проређивањем и скупљањем коже |
| Калцификација                 | Тврде накупине калцијума испод коже око имплантата. То се може заменити са раком током мамографије, што резултује додатном операцијом. |
| Капсуларна контрактура        | Затезање капсуле ткива око имплантата, које се манифестује учвршћивањем или отврдњавањем дојке и стезањем имплантата ако је процес озбиљнији. |
| Деформација зида грудног коша | Промена изгледа прсног коша као да су испод њега присутни ребарни деформисан. |
| Испумпавање                   | Цурења раствора слане воде (физиолошког раствора) из имплантата дојке испуњеног физиолошким раствором, често због цурења вентила или пуцања или пресецања љуске имплантата (руптура), са делимичним или потпуним колапсом имплантата.                                                                                                |
| Одложено зарастање рана       | Постоперативна рана не зарасте нормално или зараста знатно дуже. |
| Екструзија                    | Кожа дојке се распада и имплантат се појављује кроз кожу. |
| Хематом                       | Накупљање крви у близини места хируршког захвата. Може проузроковати оток, модрице и бол. Хематоми се обично јављају убрзо након операције, али се могу јавити сваки пут када дође до повреде дојке. Тело може апсорбовати мале хематоме, али код великих хематома потребна је медицинска интервенција, као што је хируршка дренажа. |

Једна од компликација је и та да су особе  са имплантантима у грудима имале три пута већи ризик од самоубиства него општа популација. То вероватно није због самих имплантата, већ због тога што се жене са психолошким симптомима чешће подвргавају операцији повећања груди од других. Такође утврђено је да жене које су имале грудне имплантате у просеку живе, нездравије начином живота у односу на опште популације,  и, да на пример, пате од алкохолизма и користе дроге чешће него обично. Ниво образовања код таквих особа је такође нижи од просека.
- Неке од компликација након уградње имплантатната дојке
- а) Макроскопски изглед узорка леве дојке. б) Шематски приказ узорка дојке. Силикоми су били широко распрострањени унутар дојке. Идентификована су три тумора која су дошла у контакт са силикомима.
- Руптура имплантата са екструзијом високо кохезивног гела у горњи пол.
- Руптура имплантата са екструзијом високо кохезивног гела у горњи пол.
- Руптура имплантата са екструзијом високо кохезивног гела у горњи пол.
- Руптура имлантанта дојке на ЦТ
- Фотографија приказује капсуларну контрактуру четвртог степена у десној дојци 29-годишње жене седам година након субгландуларне поставке имплантата дојке испуњених силиконским гелом од 560 мл.
- Оштећење имплантанта дојке: делови хируршки извађеног имплантанта дојке су црвени, фиброзна капсула (лево), пукнути силиконски имплантант (у средини) и провидни гел за пуњење који је процурио са капсулом (десно).